# Rambla de Albuñol del Tranco
Rambla de Albuñol del Tranco är ett periodiskt vattendrag i Spanien.   Det ligger i provinsen Provincia de Granada och regionen Andalusien, i den södra delen av landet, 400 km söder om huvudstaden Madrid.